# Гобсон-Сіті
Гобсон-Сіті (англ. Hobson City) — місто (англ. town) в США, в окрузі Калгун штату Алабама. Населення — 759 осіб (2020).

## Географія
Гобсон-Сіті розташований за координатами 33°37′8″ пн. ш. 85°50′46″ зх. д. / 33.61889° пн. ш. 85.84611° зх. д. (33.618801, -85.846146).  За даними Бюро перепису населення США в 2010 році місто мало площу 2,70 км², з яких 2,70 км² — суходіл та 0,00 км² — водойми.

## Демографія
Згідно з переписом 2010 року, у місті мешкала 771 особа в 296 домогосподарствах у складі 202 родин. Густота населення становила 285 осіб/км².  Було 358 помешкань (132/км²).
Расовий склад населення:
| - 85,9 % — чорних або афроамериканців - 12,6 % — білих - 0,4 % — азіатів |

До двох чи більше рас належало 0,8 %. Частка іспаномовних становила 1,3 % від усіх жителів.
За віковим діапазоном населення розподілялося таким чином: 30,1 % — особи молодші 18 років, 59,3 % — особи у віці 18—64 років, 10,6 % — особи у віці 65 років та старші. Медіана віку мешканця становила 34,5 року. На 100 осіб жіночої статі у місті припадало 76,4 чоловіків;  на 100 жінок у віці від 18 років та старших — 70,6 чоловіків також старших 18 років.
Середній дохід на одне домашнє господарство  становив 37 467 доларів США (медіана — 25 563), а середній дохід на одну сім'ю — 43 924 долари (медіана — 30 536). За межею бідності перебувало 41,3 % осіб, у тому числі 69,2 % дітей у віці до 18 років та 9,9 % осіб у віці 65 років та старших.
Цивільне працевлаштоване населення становило 240 осіб. Основні галузі зайнятості: освіта, охорона здоров'я та соціальна допомога — 21,7 %, виробництво — 21,3 %, роздрібна торгівля — 13,3 %, публічна адміністрація — 10,0 %.